# Copa CONMEBOL 1996
Navigation
Édition précédente Édition suivante
La Coupe CONMEBOL 1996 est la cinquième édition de la Copa CONMEBOL, qui est disputée par les meilleurs clubs des nations membres de la CONMEBOL non qualifiées pour la Copa Libertadores. Toutes les rencontres sont disputées en matchs aller et retour. La règle des buts marqués à l'extérieur en cas d'égalité à la fin du match retour n'est pas appliquée. 
Cette saison voit à nouveau le sacre d'un club argentin, Club Atlético Lanús, qui bat les Colombiens du Club Independiente Santa Fe en finale. C'est le tout premier titre international du club et c'est également la première finale internationale jouée par Santa Fe. C'est la seule édition de l'histoire de la compétition à ne pas voir de club brésilien atteindre la finale.

## Huitièmes de finale
| Équipe 1                  | Résultat      | Équipe 2                  | Aller | Retour |
| ------------------------- | ------------- | ------------------------- | ----- | ------ |
| Club Atlético Lanús       | 4 - 2         | Club Bolívar              | 4 - 1 | 0 - 1  |
| Fluminense                | 3 - 5         | Club Guaraní              | 1 - 3 | 2 - 2  |
| 'CA Rosario CentralT'     | 6 - 4         | Club de Deportes Cobreloa | 2 - 3 | 4 - 1  |
| CA River Plate            | 8 - 2         | CR Porongos FC (es)       | 2 - 2 | 6 - 0  |
| Vasco da Gama             | 4 - 1         | Deportes Tolima           | 0 - 1 | 4 - 0  |
| Club Sport Emelec         | 3 - 3 4-3 tab | Club Alianza Lima         | 1 - 2 | 2 - 1  |
| Clube Atlético Bragantino | 5 - 4         | SE Palmeiras              | 5 - 1 | 0 - 3  |
| Deportivo Táchira FC      | 2 - 5         | Independiente Santa Fe    | 2 - 2 | 0 - 3  |

## Quarts de finale
| Équipe 1                  | Résultat | Équipe 2               | Aller | Retour |
| ------------------------- | -------- | ---------------------- | ----- | ------ |
| Club Atlético Lanús       | 8 - 2    | Club Guaraní           | 2 - 0 | 6 - 2  |
| Vasco da Gama             | 2 - 1    | Club Sport Emelec      | 2 - 0 | 0 - 1  |
| Clube Atlético Bragantino | 0 - 1    | Independiente Santa Fe | 0 - 1 | 0 - 0  |
| 'CA Rosario CentralT'     | 4 - 0    | CA River Plate         | 4 - 0 | 0 - 0  |

## Demi-finales
| Équipe 1            | Résultat      | Équipe 2               | Aller | Retour |
| ------------------- | ------------- | ---------------------- | ----- | ------ |
| Club Atlético Lanús | 6 - 1         | CA Rosario CentralT    | 3 - 1 | 3 - 0  |
| Vasco da Gama       | 2 - 2 5-6 tab | Independiente Santa Fe | 2 - 1 | 0 - 1  |

## Finale
| Entraîneur : |
| Héctor Cúper |

| Entraîneur :   |
| Pablo Centrone |

| Entraîneur : |
| Héctor Cúper |

| Entraîneur :   |
| Pablo Centrone |

| Entraîneur :   |
| Pablo Centrone |

| Entraîneur : |
| Héctor Cúper |

| Entraîneur :   |
| Pablo Centrone |

| Entraîneur : |
| Héctor Cúper |